# Календар избора 2008.
Календар избора 2008. је списак непосредних државних избора и референдума у свету у 2008. години.

## Јануар
- 5. јануар: Грузија - Председник
- 15. јануар: Барбадос - Парламент
- 19. јануар: Фарска острва - Парламент
- 20. јануар: Куба - Парламент
- 20. јануар: Србија - Председник (1. круг)
- 27. јануар: Француска Полинезија - Парламент (1. круг)

## Фебруар
- 3. фебруар: Србија - Председник (2. круг)
- 3. фебруар: Монако - Парламент
- 10. фебруар: Француска Полинезија - Парламент (2. круг)
- 17. фебруар: Кипар - Председник (1. круг)
- 19. фебруар: Јерменија - Председник
- 24. фебруар: Кипар - Председник (2. круг)
- 24. фебруар: Швајцарска - Референдум

## Март
- 2. март: Русија - Председник
- 8. март: Малезија - Парламент
- 8. март: Малта - Парламент
- 9. март: Шпанија - Парламент
- 9. март: Мађарска - Референдум
- 14. март: Иран - Парламент (1. круг)
- 24. март: Бутан - Парламент
- 29. март: Зимбабве - Парламент и Председник (1. круг)

## Април
- 6. април: Црна Гора - Председник
- 13. и 14. април: Италија - Парламент
- 20. април: Парагвај - Општи
- 25. април: Иран - Парламент (2. круг)
- 26. април: Науру - Парламент

## Мај
- 4. мај: Екваторијална Гвинеја - Парламент
- 11. мај: Србија - Парламент, Локални и Покрајински (1. круг)
- 17. мај: Кувајт - Парламент
- 21. мај: Грузија - Парламент
- 25. мај: Србија - Покрајински (2. круг)

## Јун
- 1. јун: Швајцарска - Референдум
- 1. јун: Македонија - Парламент
- 7. јун: Нијуе - Парламент
- 22. јун: Словенија - Референдум
- 27. јун: Зимбабве - Председник (2. круг)
- 29. јун: Монголија - Парламент

## Јул
- 8. јул: Гренада - Парламент
- 29. јул: Камбоџа - Парламент

## Август
- 2. август: Летонија - Референдум
- 10. август: Боливија - Референдум
- 23. август: Летонија - Референдум

## Септембар
- 21. септембар: Словенија - Парламент
- 28. септембар: Еквадор - Референдум
- 28. септембар: Аустрија - Парламент
- 28. септембар: Белорусија - Парламент

## Октобар
- 5. октобар: Босна и Херцеговина - Локални
- 8. октобар: Малдиви - Председник (1. круг)
- 12. октобар: Литванија - Парламент (1. круг)
- 14. октобар: Канада - Парламент
- 26. октобар: Литванија - Парламент (2. круг)
- 29. октобар: Малдиви - Председник (2. круг)
- 30. октобар: Замбија - Председник

## Новембар
- 4. новембар: САД - Председник
- 4. новембар: Палау - Предсдник и Парламент
- 8. новембар: Нови Зеланд - Општи
- 9. новембар: Сан Марино - Парламент
- 16. новембар: Гвинеја Бисао - Парламент
- 30. новембар: Румунија - Парламент
- 30. новембар: Швајцарска - Референдум

## Децембар
- 7. децембар: Гана - Председник (1. круг)
- 14. децембар: Туркменистан - Парламент (1. круг)
- 28. децембар: Гана - Парламент и Председник (2. круг)
- 28. децембар: Туркменистан - Парламент (2. круг)
- 29. децембар: Бангладеш - Општи